# Криховецька сільська рада
Крихіве́цька сільська́ ра́да — колишній орган місцевого самоврядування у складі Івано-Франківської міської ради Івано-Франківської області. Адміністративний центр — село Крихівці.

## Загальні відомості
Криховецька сільська рада утворена в 1982 році.
- Територія ради: 6,701 км²
- Населення ради: 4 125 осіб (станом на 2001 рік)
- Територією ради протікає річка Бистриця Солотвинська.

## Населені пункти
Сільській раді були підпорядковані населені пункти:
- с. Крихівці

## Склад ради
Рада складалася з 21 депутата та голови.
- Голова ради: Гаргат Мирон Миколайович
- Секретар ради: Рудей Ольга Дмитрівна

### Керівний склад попередніх скликань
| ПІБ                      | Основні відомості                                                 | Дата обрання | Дата звільнення |
| ------------------------ | ----------------------------------------------------------------- | ------------ | --------------- |
| Влашин Василь Михайлович | Сільський голова, 1954 року народження, освіта вища, безпартійний | 26.03.2006   | 31.10.2010      |
| Влашин Василь Михайлович | Сільський голова, 1954 року народження, освіта вища, безпартійний | 31.10.2010   |                 |

Примітка: таблиця складена за даними сайту Верховної Ради України

### Депутати
За результатами місцевих виборів 2010 року депутатами ради стали:

#### За суб'єктами висування
| Суб'єкт висування | Кількість обраних депутатів | %   |
| ----------------- | --------------------------- | --- |
| Самовисування     | 21                          | 100 |

#### За округами
| № округу | Прізвище, ім'я, по батькові     | Дата визнання обраним | Освіта  | Партійна приналежність | Відомості про обраного депутата |
| -------- | ------------------------------- | --------------------- | ------- | ---------------------- | --- |
| 1        | Івасів Галина Онуфріївна        | 05.11.2010            | середня | позапартійна           | «Мотор-Сервіс», головний бухгалтер |
| 2        | Гаргат Мирон Миколайович        | 05.11.2010            | вища    | позапартійний          | Споживче товариство «Гармонія», голова споживчого товариства                                                                            |
| 3        | Лиско Мар'яна Володимирівна     | 05.11.2010            | середня | позапартійна           | Університету ім. В.Стефаника, Народний дім с. Крихівці, студентка, керівник танцювального колективу «Натхнення»                         |
| 4        | Дземан Зіновій Дмитрович        | 05.11.2010            | вища    | позапартійний          | Державна податкова інспекціяу м. Івано-Франківську, начальник управління                                                                |
| 5        | Жилюк Богдан Романович          | 05.11.2010            | вища    | позапартійний          | ТзОВ «Семко ЛТД», головний інженер" |
| 6        | Рудей Ольга Дмитрівна           | 05.11.2010            | середня | позапартійна           | ВП «Вокзал ст. Івано-Франківськ» Львівської залізниці, бухгалтер                                                                        |
| 7        | Джус Богдан Олексійович         | 05.11.2010            | середня | позапартійний          | пенсіонер |
| 8        | Срібняк Михайло Євстахович      | 05.11.2010            | середня | позапартійний          | Суб'єкт підприємницької діяльності |
| 9        | Влашин Ігор Васильович          | 05.11.2010            | вища    | позапартійний          | Прикарпатськийюридичний інститутЛьвДУВС, начальник курсу                                                                                |
| 10       | Дейнека Іван Ярославович        | 05.11.2010            | вища    | позапартійний          | Івано-Франківська митниця, головний інспектор                                                                                           |
| 11       | Петрів Марія Миколаївна         | 05.11.2010            | вища    | позапартійна           | Крихівецька сільська рада, інспектор по обліку військовозобов'язаних, декретна відпустка                                                |
| 12       | Якимчук Дмитро Миколайович      | 05.11.2010            | вища    | позапартійний          | Крихівецька загальноосвітня школа, директор                                                                                             |
| 13       | Стефанишин Микола Михайлович    | 05.11.2010            | середня | позапартійний          | Завод «Промприлад», токар |
| 14       | Клебановська Марія Михайлівна   | 05.11.2010            | вища    | позапартійна           | На облікуІвано-Франківський ЦЗ, безробітна                                                                                              |
| 15       | Попович Олександр Олександрович | 05.11.2010            | вища    | позапартійний          | Суб'єкт підприємницької діяльності |
| 16       | Доцяк Андрій Володимирович      | 05.11.2010            | вища    | позапартійний          | Храм Святого Успіння, с. Крихівці, на громадських засадах виконує обов'язки дяка                                                        |
| 17       | Яковенко Іван Миколайович       | 05.11.2010            | середня | позапартійний          | Коледж фізичного виховання, спортивний лаборант                                                                                         |
| 18       | Дзюбак Петро Васильович         | 05.11.2010            | вища    | позапартійний          | пенсіонер |
| 19       | Фотуйма Надія Ярославівна       | 05.11.2010            | вища    | позапартійна           | Контрольно-ревізійний відділ обласного відділення Фонду соціального страхування і тимчасової втрати працездатності, головний спеціаліст |
| 20       | Стецюк Павло Павлович           | 05.11.2010            | вища    | позапартійний          | Управління магістральних газопроводів «Прикарпаттрансгаз», інженер відділу безпеки                                                      |
| 21       | Дяченко Ганна Степанівна        | 05.11.2010            | вища    | позапартійна           | Відділ охорони здоров'я виконавчого комітету Івано-Франківської міської ради, головний бухгалтер                                        |